# Governadoria-geral (Império Russo)
Governadoria-geral (em russo:  енерал-губернаторство, transl. general-gubernatorstvo) foi uma unidade de divisão administrativo-territorial no Império Russo de 1775-1917. A Governadoria-Geral incluía um ou mais (geralmente três) gubernias ou regiões fronteiriças (oblasts). São Petersburgo e Moscou com seus gubernias eram governadoria-gerais separadas.

## Estrutura Administrativa
A Governadoria-geral era governada pelo governador-geral, chefe administrativo-militar da região na Rússia. O governador-geral controlava as atividades dos governadores dos gubernias e oblasts subordinados a ele, mas não participava diretamente de sua gestão, ao contrário das governadorias-gerais de Moscou e São Petersburgo, onde o governador-geral, nomeado pelo próprio Imperador, controlava diretamente os gubernias subordinadas a ele.

## Lista de Governadorias-gerais
- Governadoria-geral de São Petersburgo, que coincidiu geograficamente com o Gubernia de São Petersburgo;
- Governadoria-geral de Moscou, que coincidia geograficamente com o Gubernia de Moscou;
- Governadoria-geral de Azove (abolida em 1711);
- Governadoria-geral do Báltico (abolida em 1876), composta por:
  - Curlândia;
  - Livônia;
  - Gubernia estoniano;
- Governadoria-geral da Bielorrússia (abolida em 1856), composto por:
  - Vitebsk;
  - Kaluga;
  - Minsk;
  - Mogilev;
  - Gubernia de Smolensk;
- Governadoria-geral de Varsóvia, composta por:
  - Varsóvia;
  - Kalisz;
  - Kielce;
  - Lomzhinskaia;
  - Lublin;
  - Petrakovskaia;
  - Plockoi;
  - Radomskaia;
  - Sedletskaia;
  - Gubernia de Suwalki;
- Governadoria militar de Vladivostok (abolida em 1880), composta por:
  - Cidade de Vladivostok;
  - Península Muraviov-Amurski;
  - Ilha Russa;
- Governadoria-geral da Sibéria Oriental (abolida em 1884), composta por:
  - Ienisei ;
  - Gubernia de Irkutsk;
  - Primorski;
  - Oblast de Iakutsk;
- Governadoria-geral da Galícia (abolida em 1915), composta por:
  - Lvovskaia;
  - PrzemIslski;
  - Ternopil;
  - Gubernia de Chernivtsi;
- Governadoria-geral da Sibéria Ocidental (abolida em 1882), composta por:
  - Tobolsk;
  - Gubernia de Tomsk;
  - Oblast de Akmola;
- Governadoria-geral de Irkutsk, composta por:
  - Ienisei (Krasnoiarsk);
  - Gubernia de Irkutsk;
  - Transbaikal (Chita);
  - Oblast de Iakutsk;
- Governadoria-geral de Quieve, composta por:
  - Gubernia de Volínia (Cidade de Zhitomir),
  - Gubernia de Quieve;
  - Gubernia de Podolsk (Gubernia de Kamianets-Podolsk);
- Governadoria-geral da Lituânia (abolida em 1912), composta por
  - Vilenskaia;
  - Kovno;
  - Gubernia de Grodno;
- Governadoria-geral da Pequena Rússia (abolida em 1856), composta por:
  - Chernihiv;
  - Poltava;
  - Gubernia de Kharkov;
- Governadoria militar de Nikolaev e Sebastopol:
  - Nikolaevski;
  - Sebastopol;
- Governadoria-geral Novorossiisk-Bessarábia (abolida em 1873 ), consistindo de:
  - Kherson;
  - Ecaterinoslav;
  - Gubernia de Taurida;
  - Oblast da Bessarábia;
  - Odessa;
  - Taganrog;
  - Feodosia;
  - Cidade de Kerch-Ienikalsk;
- Governadoria-geral de Orenburg (abolida em 1881), composta por;
  - Turgai;
  - Oblast dos Urais;
  - Orenburg;
  - Gubernia de Ufa;
- Governadoria-geral de Orenburg e Samara (abolido em 1865).
- Governadoria-geral de Amur, centrada em Khabarovsk, compreendendo:
  - Amur (Blagoveshchensk);
  - Kamchatskaia (Petropavlovsk, moderna Petropavlovsk-Kamchatski);
  - Primorskaia (Khabarovsk);
  - Oblast de Sacalina (Alexandrovsk, Aleksandrovsk-Sakhalinski);
- Governadoria-geral de Pskov e Mogilev (abolida em 1796), consistindo de:
  - Mogilev;
  - Gubernia de Pskov;
- Governadoria-geral de Riazã, centrada em Riazã (4 de novembro de 1819 - 10 de abril de 1828), composta por:
  - Voronej;
  - Riazan;
  - Orlovskaia;
  - Tambov;
  - Gubernia de Tula;
- Governadoria-geral da Sibéria (abolida em 1822);
- Governadoria-geral das Estepes, centrada em Omsk, composta por:
  - Akmola (Omsk);
  - Oblast de Semipalatinsk;
- Governadoria-geral do Turquestão, centrada em Tashkent, composta por:
  - Transcaspiano (Cidade de Ashabad);
  - Samarcanda;
  - Semirechenskaia (Cidade de Verni, atual Almati, Cazaquistão);
  - Sir-Daria (Tashkent);
  - Oblast de Fergana (Cidade de Skobelev, Fergana moderna, Uzbequistão);
- Governadoria-geral da Finlândia, centrada em Helsingfors (moderna Helsínquia), governada pelas leis do Grão-Ducado da Finlândia, composta por:
  - Abo-Bjerneborg (cidade de Abo, moderna Turku);
  - Vasa (Nikolaistadt, moderna Vaasa);
  - Viborgskaia;
  - Kuopios;
  - Niulandskaia (Helsingfors);
  - Sankt-Michelskoi (Cidade de São Miguel, moderna Mikkeli);
  - Tavastgusskaia (Cidade de Tavastgus, moderna Hämeenlinna);
  - Gubernia de Uleaborg (Cidade de Uleaborg, moderna Oulu);

- Vice-Reino do Cáucaso era uma unidade administrativa especial composta por seis gubernias, cinco oblasts e dois okrugs:
  - Gubernia de Baku;
  - Gubernia de Elizavetpol (Cidade de Elizavetpol, atual Ganja, Azerbaijão);
  - Gubernia de Cutaisi;
  - Gubernia de Tíflis;
  - Gubernia do Mar Negro (Novorossiisk);
  - Gubernia de Erevã (Cidade de Erevã, atual Ierevan, Armênia);
  - Oblast de Batumi;
  - Oblast do Daguestão (Temir-Khan-Shura, moderna Buinaksk);
  - Oblast de Kars;
  - Oblast de Kuban (Ekaterinodar, Krasnodar moderna);
  - Oblast de Terek (Vladikavkaz);
  - Okrug de Zaqatala;
  - Okrug de Sukhumi.